# Moravský Krumlov
Moravský Krumlov (tjekkisk udtale: [ˈmorafskiː ˈkrumlof] ; tysk: Mährisch Kromau) er en by i distriktet  Znojmo i  regionen Sydmæhren i Tjekkiet med  omkring 5.700 indbyggere. Den historiske bymidte er velbevaret og er beskyttet ved lov som en urban monumentzone.
Landsbyerne Polánka, Rakšice og Rokytná er administrative dele af Moravský Krumlov.

## Etymologi
Krumlov er opkaldt efter en bugtning af floden Rokytná. Det har sin oprindelse i mellemhøjtysk Krumme Aue, som kan oversættes til kroget eng. Adjektivet Moravský ("Mæhrisk") blev tilføjet i 1661 for at adskille det fra Český Krumlov i Bøhmen.

## Geografi
Moravský Krumlov ligger omkring 28 km  nordøst for Znojmo og 25 km sydvest for Brno. Kommunens område ligger i tre geomorfologiske regioner. Den centrale del af selve byen ligger i Boskovice-furen. Den vestlige del strækker sig ind i Jevišovice højlandet. Den østlige del med de skovklædte bakker ligger i Bobravahøjlandet og omfatter det højeste punkt i området , bakken U Stavení på 415 meter  over havets overflade. Rokytná-floden løber gennem byen.

## Historie
Byens grundlæggelse er forbundet med opførelsen af et stenslot, som sandsynligvis blev indledt efter ordre fra Ottokar 2. af Bøhmen. Den første skriftlige omtale om Moravský Krumlov er dog fra 1289. Mellem 1313 og 1315 blev godset erhvervet af Lipás herrer. I 1354 blev et augustinerkloster grundlagt her. I 1358 blev byen erhvervet af Kravařes herrer.
Under hussitterkrigene blev byen besat af hussitterne og tjente som deres militærbase. Efter krigene genvandt Lipás herrer byen. I det 16. århundrede blev det gamle slot ombygget til en komfortabel renæssanceresidens og blev et betydeligt centrum for kulturelle og sociale begivenheder. Da herrerne i Lipá tilhørte den tabende side i oprøret mod kejseren, blev godset konfiskeret og i 1622 solgt til huset Liechtenstein . Under 30-årskrigen, i 1645 blev byen besat af den svenske hær, som plyndrede byen og ødelagde slottet.
Under Napoleonskrigene blev Moravský Krumlov to gange besat af Napoleon og hans soldater. Byen kom sig i lang tid efter krigene. I løbet af første halvdel af 1800-tallet mistede byen sin politiske, økonomiske og kulturelle betydning. Den økonomiske vækst begyndte efter byggeriet af  Brno – Znojmo jernbanen i 1871, selvom den var 2. kilometer væk.
Fra 1880'erne begyndte etniske konflikter at eskalere i Moravský Krumlov, hvor de etniske tyskere udgjorde omkring to tredjedele af befolkningen. I 1908 arvede familien Kinsky slottet. I 1938 blev størstedelen af den tjekkiske og jødiske befolkning tvunget til at forlade byen. Den sidste nat af 2. verdenskrig (7. maj 1945) blev byen kraftigt bombet af sovjetiske luftstyrker, som lagde tre fjerdedele af byen i ruiner. Slottet og sognekirken var blandt de bygninger, der overlevede uden større skader. I 1945 blev ejendomme tilhørende Kinsky-familien konfiskeret, og slottets interiør blev plyndret.

## Seværdigheder
Det historiske centrum af Moravský Krumlov ligger i en bugt af floden Rokytná. I det 13. århundrede blev det afgrænset af bymure. Flere rester af bymurene er stadig  bevaret.
Moravský Krumlov Slot er byens vigtigste seværdighed. I 2016 blev det misligholdte slot købt af byen og er gradvist ved at blive repareret. Renæssanceslottets kompleks omfatter stalde fra 1593, et slotskapel fra 1762 og en slotspark etableret i slutningen af det 18. århundrede. Indtil 2011 var slottet hjemsted for  Alphonse Mucha maleriserie, kendt som Slovanská epopej (en). Siden 2021 har The Slav Epic igen været udstillet i den nyrestaurerede del af slottet.
Klosterkomplekset blev ødelagt af en stor brand i 1682. Det blev rekonstrueret i barokstil i 1701, kun nogle gotiske fragmenter af kirken var bevaret. Klosteret blev nedlagt i slutningen af 1700-tallet. I dag fungerer det som rådhus. Klosterkirken Sankt Bartholomew tjener  i dag religiøse formål.
Sankt Florians kapel på en bakke over byen er et af Moravský Krumlovs vartegn. Det barokke kapel blev bygget i 1697 og indviet til skytshelgen for byen. Siden 1989 har det igen været et pilgrimssted.